# Protojaniroides perbrincki
Protojaniroides perbrincki là một loài chân đều trong họ Protojaniridae. Loài này được Barnard miêu tả khoa học năm 1955.